# Zacatal híd
A Mexikó Campeche államában található Zacatal híd (spanyolul Puente El Zacatal) Latin-Amerika egyik leghosszabb hídja. A híd a Mexikói-öbölből nyíló Laguna de Términos bejárata fölött vezet át, és összeköti az Atasta-félszigetet a Carmen-szigeten fekvő Ciudad del Carmen várossal. A kétsávos hídon áthalad az ország egyik legfontosabb főútja, a 180-as, mely a Mexikói-öböl mentén vezet végig.

## A híd
A Zacatal híd hossza 3861 m, szélessége 9,6 m, a két forgalmi sáv szélessége egyenként 3,5 méter. A hidat tartó 121 betonelem összesen 302 darab, 122 cm átmérőjű oszlopon nyugszik, melyek átlagos hossza 28 méter. Az úttest alapja 124 feszített betonból készült lapból áll, melyeket darabonként 4, összesen 496 módosított AASHTO IV típusú vízszintes betongerenda tart.
A híd esténként 20 és 21 órakor fény- és hangjátékával hívja fel a figyelmet a hatalmas mérnöki teljesítményre, melynek segítségével épült.